# Мостовий Павло Іванович
Павло́ Іва́нович Мостови́й (26 квітня 1931, село Стара Семенівка, тепер Барвінківського району Харківської області — 2 травня 2000, Москва) — український радянський партійний діяч, голова Держкомітету РМ УРСР по матеріально-технічному постачанню. Член Ревізійної комісії КПУ в 1971—1981 р. Член ЦК КПУ в 1981—1990 р. Депутат Верховної Ради УРСР 9—11-го скликань. Народний депутат СРСР у 1989—1991 р.

## Біографія
Народився в родині селянина-робітника. У 1937 році родина переїхала до міста Краматорськ Донецької області.
Закінчив Харківський автодорожній технікум.
У 1952—1953 роках — механік Прикульської лісозаготівельної дільниці, головний механік Томського енерголіспромгоспу тресту «Енерголіс» Міністерства електростанцій СРСР в Туганському районі Томської області РРФСР. У 1953—1954 роках — інженер-контролер Пестовського авторемонтного заводу тресту «Енерголіс» Міністерства електростанцій СРСР в Новгородській області РРФСР.
У 1954—1955 роках — секретар Пестовського районного комітету ВЛКСМ Новгородської області.
Член КПРС з 1955 року.
У 1955—1956 роках — викладач автосправи і електротехніки в середніх школах № 14 і № 20 міста Краматорська Сталінської області.
У 1956—1959 роках — механік чавуноливарного цеху, начальник зміни сталеливарного цеху Старокраматорського машинобудівного заводу Сталінського раднаргоспу.
У 1959 році — головний інженер Краматорського вантажного автопарку Міністерства автомобільного транспорту УРСР.
У 1959—1961 роках — головний інженер Новокраматорської інженерної бази Сталінського раднаргоспу
У 1961 році — механік чавуноливарного цеху Новокраматорського машинобудівного заводу Сталінського раднаргоспу. У 1961—1964 роках — головний інженер Краматорського укрупненого автопарку Міністерства автомобільного транспорту УРСР.
У 1962 році закінчив Український заочний політехнічний інститут у Харкові.
У 1964—1965 роках — 1-й заступник голови виконавчого комітету Краматорської міської ради депутатів трудящих.
У 1965—1970 роках — голова виконавчого комітету Краматорської міської ради депутатів трудящих Донецької області.
У 1970—1971 роках — 1-й секретар Краматорського міського комітету КПУ Донецької області.
8 травня 1971 — 9 січня 1976 року — секретар Донецького обласного комітету КПУ.
У 1975 — липні 1977 року — 1-й заступник начальника Головного управління Ради Міністрів Української РСР з матеріально-технічного постачання.
15 липня 1977 — 18 серпня 1978 року — начальник Головного управління Ради Міністрів Української РСР з матеріально-технічного постачання.
18 серпня 1978 — 13 липня 1989 року — голова Державного комітету Ради Міністрів Української РСР з матеріально-технічного постачання.
17 липня 1989 — 26 грудня 1990 року — заступник голови Ради Міністрів СРСР. Одночасно з 17 липня 1989 до 13 липня 1991 року — голова Державного комітету Ради Міністрів СРСР з матеріально-технічного постачання.
З 1991 року — на пенсії в місті Москві.

## Нагороди
- орден Леніна
- орден Жовтневої Революції

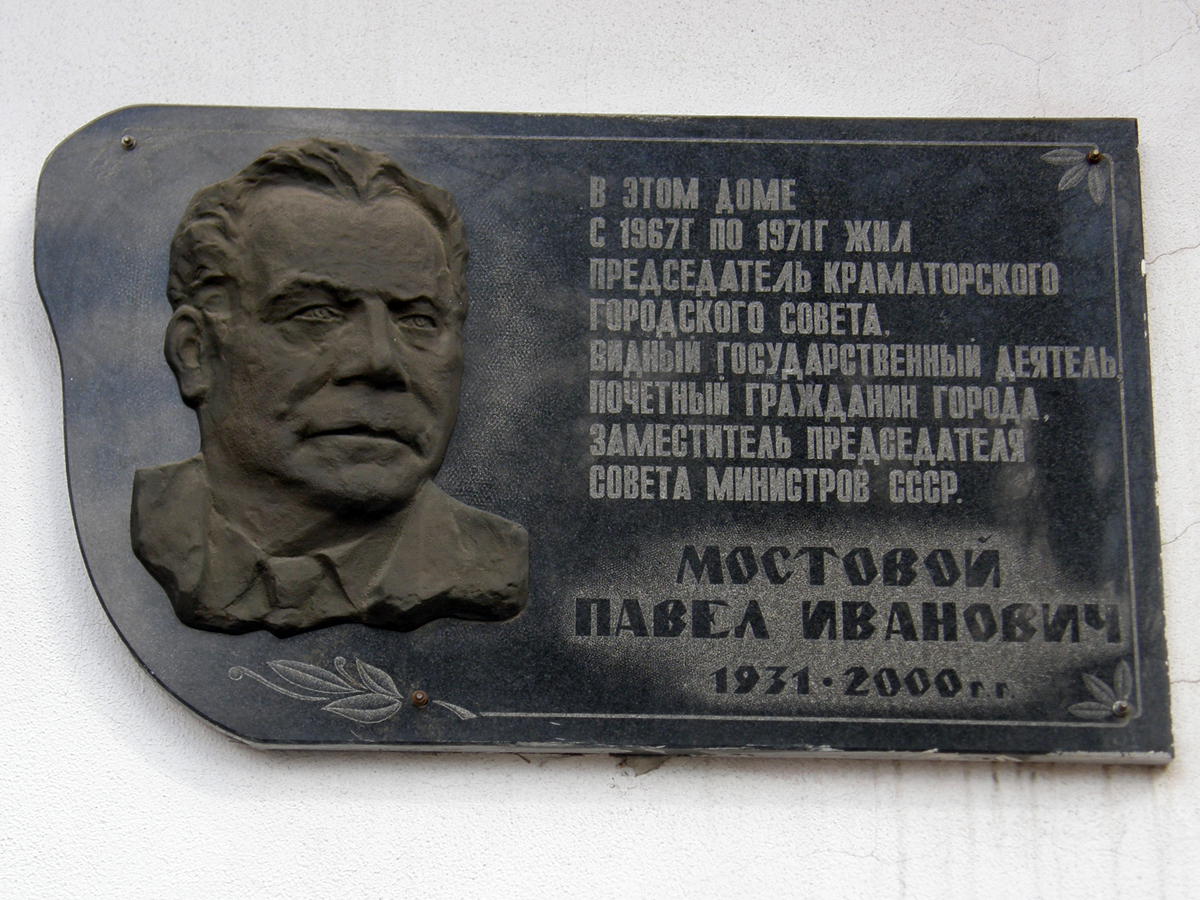
Меморіальна дошка Павла Мостового, Краматорськ, вул. Академічна, 51, відкрита 6 грудня 2006

- три ордени Трудового Червоного Прапора
- медалі
- лауреат Державної премії СРСР